# Miodrag Kojadinović

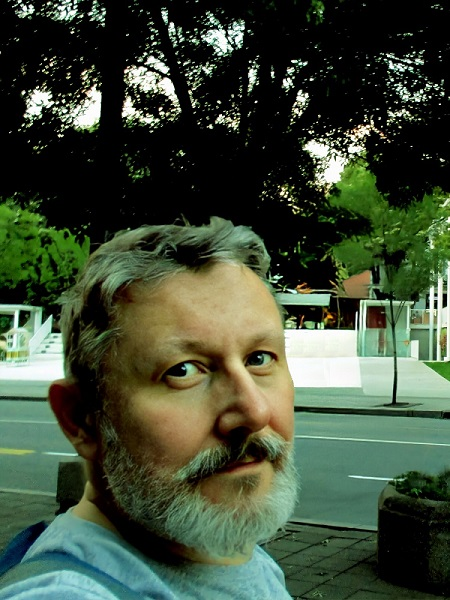
Miodrag Kojadinović in 2021

Miodrag Kojadinović (Servisch Cyrillisch: Миодраг Којадиновић, uitspraak [mǐodraɡ kojadǐːnoʋit͡ɕ]) (Negotin, 1961) is een Canadees-Servisch schrijver, vertaler, en onderzoeker van gender en seksualiteit.

## Academische loopbaan
Hij studeerde in Canada, Servië en Hongarije, en was onderzoeker aan de Universiteit Utrecht, de Universiteit van Amsterdam (onder mentorschap door Gert Hekma), en de Universiteit van Oslo (onder mentorschap van Eduardo P. Archetti).
Sinds 2005 doceert hij in China, eerst bij Guangxi University in Nanning, daarna bij een colégio in Macau, en sinds 2012 bij Sun Yat-sen Universiteit in de provincie Guangdong. De (niet-officiele) Chinese versie van zijn naam is 妙 谠 (vereenvoudigd Mandarijn; in pinyin:. Miào Dǎng; lit. "Barmhartige Adviseur").

## Literair werk
Miodrag Kojadinović is polyglot en schrijft in het Engels, Frans, Nederlands en Servisch, en hij spreekt daarnaast nog twee dozijn andere Europese en Aziatische talen.
Hij is het meest gelauwerd om zijn kortverhalen, die vaak locaties centraal plaatsen. Zijn bundel met acht kortverhalen over China, Under Thunderous Skies, speelt zich af in Nanning, Shanghai, Macau, Hongkong en Guangzhou. Daarnaast publiceerde hij reisverhalen over onder andere Venetië, Manilla en Vietnam. Hij schrijft ook poëzie (haiku's) en erotica.
Hij is de hoofdredacteur van het eerste lgbt-studieboek in het Servisch (Čitanka istospolnih studija, 2001), het eerste grote werk over queer en non-conforme genderidentiteiten in Servië.
In zijn persoonlijk werk verwerpt Kojadinović het sociale (de)constructivisme van de jaren 1990 en verdedigt hij het idee van een essentialistische queer identiteit doorheen de gehele geschiedenis. In zijn academisch werk belicht hij evenwel meerdere standpunten. 
In Nederland publiceerde hij zowel in het Nederlands als in het Fries Hij heeft in meerdere talen gepubliceerd.

## Visuele kunst
Het nomadisch leven van Kojadinović is het onderwerp van de documentaire Double Exit, geregisseerd door Kim Meijers (als afstudeerwerk aan de Hogeschool voor de Kunsten Utrecht).
Zijn fotografisch werk werd reeds tentoongesteld in enkele kunstgalerijen. Zijn werk verscheen in print en op het internet.

## Selecte bibliografie

### Als auteur
- Kojadinović, Miodrag (1996). Harder! Harder! - Un Cri PriMâLE, Universiteit van Amsterdam
- Kojadinović, Miodrag (1997). Liefdespijn - Geen Medicijn: Chagrin d'amour durera toute la vie, Universiteit Utrecht
- Kojadinović, Miodrag (2001). Čitanka istopolnih studija. Program istopolnih studija. ISBN 9788690260515.
- Kojadinović, Miodrag (2015). Under Thunderous Skies: Eight Tales of China Meeting Non-China. Earnshaw Books. ISBN 9789888273331.
- Kojadinović, Miodrag (2015). Érotiques Suprèmes. Choose the Sword Press. ISBN 9780692516690.

### Als een van de auteurs in een bloemlezing
- Leuke Jongens, 2e druk. Prometheus (1998). ISBN 978-90-5713-311-4.
- Rough Stuff. Alyson Publications (April 2000). ISBN 978-1-55583-520-0.
- Unlimited Desires. BiPress (June 2000). ISBN 978-0-9538816-0-4.
- Antidepresiv. Ganeša klub (2011). ISBN 978-86-84371-17-3.
- First Things First. PraiaGrande Edições (2013). ISBN 978-99965-950-1-1.
- 一生萬物. PraiaGrande Edições (2013). ISBN 978-99965-950-3-5.

- Bibsys: 2013481
- Gemeinsame Normdatei: 1140168517
- International Standard Name Identifier: 0000 0004 2366 5996
- Library of Congress Control Number: no2013115123
- Nationale Bibliotheek van Israël: 987007390546605171
- Nederlandse Thesaurus van Auteursnamen: 41663477X
- ORCID: 0000-0002-5571-2844
- Système universitaire de documentation: 197820298
- Virtual International Authority File: 305410740
- WorldCat: E39PBJdMh9jVyfB38Vqk9R69Xd